# E761
La ruta europea E761 és una carretera que forma part de la Xarxa de carreteres europees. Comença a Bihać (Bòsnia i Hercegovina) i finalitza a Zaječar (Sèrbia). Té una longitud d'aproximadament 773 km i una orientació de nord a sud.